# Den ryska dörren
Den ryska dörren är en TV-film från 2010 i Sveriges Televisions satsning på filmer i Lars Molins anda, som går under samlingstiteln Molinska skrönor. Manuset är skrivet av Erik Norberg och filmen regisserades av Patrik Eklund. Filmen bygger på en verklig händelse.
Den ryska dörren handlar om Stefan (Olle Sarri) som arbetar som busschaufför mellan Norrland och Murmansk 1989. Med på resorna är den ryska tolken Jana (Saga Gärde) som han blivit förälskad i. Han är beredd att göra allt för att vinna hennes kärlek men stöter på patrull.